# 三井埠頭
三井埠頭株式会社（みついふとう）は、神奈川県川崎市川崎区扇町にある港湾事業会社。かつては東証2部に上場していた。銘柄コードは9352。太平洋セメントグループ。

## 会社概要
三井物産の一事業部門が独立して創業した経緯から、三井グループの一員として営業されてきたが、1998年には株式市場を通しての株買占めに遭い、経営権を掌握されるに至った。偽手形の流通による信用低下で会社更生法を適用し倒産した。その後、取引関係のある太平洋セメントの支援を受けて再建を果たした。2024年現在も社名に三井の名称を使用しているが、かつての親会社・三井物産からは完全に分離されている。

## 沿革
- 1928年 - 三井物産川崎港務所として設立・創業[2]。
- 1945年3月3日 - 戦時統制令により三井物産から独立し川崎埠頭（かわさきふとう）の社名で設立[2]。
- 1950年6月1日 - 東京証券取引所に上場。
- 1952年 - 社名を三井埠頭に変更[2]。
- 1962年 - 小野田セメント[注釈 2]との提携による、セメントサービスステーションの業務を開始[2]。
- 1963年10月1日 - 東証2部に指定替え。
- 1998年
  - 6月4日 - 横浜地方裁判所に会社更生法の適用を申請[3]。
  - 9月5日 - 東証2部上場廃止[3]。
  - 10月15日 - 会社更生手続の開始が決定[4]。
- 2002年3月 - 太平洋セメントの完全子会社となる[2][5]。
- 2005年12月19日 - 会社更生手続が終結[6]。

## 営業所・事務所
- 千鳥町営業所 神奈川県川崎市川崎区千鳥町8-2
- 東扇島営業所 神奈川県川崎市川崎区東扇島92
- 横浜南本牧事務所 神奈川県横浜市中区南本牧2